# Jornal Júnior
O Jornal Júnior foi uma publicação juvenil, editada em 1985 pela Comissão Para o Ano Internacional da Juventude, criada pela  Presidência do Conselho de Ministros de Portugal.